# أفريكا (لعبة فيديو)
أفريكا (بالإنجليزية: Afrika)، هي لعبة فيديو يابانية من تطوير ستوديو رينو، ونشرها سوني إنتراكتيف إنترتينمنت، صدرت في الأسواق اليابانية سنة 2008، ثم في الأسواق الأمريكية سنة 2009، حيث تعمل حصراً لمنصة بلاي ستيشن 3، وهي من نوع عالم مفتوح والتعرف على الحيوانات في العالم الافتراضي.